# Diana Krall

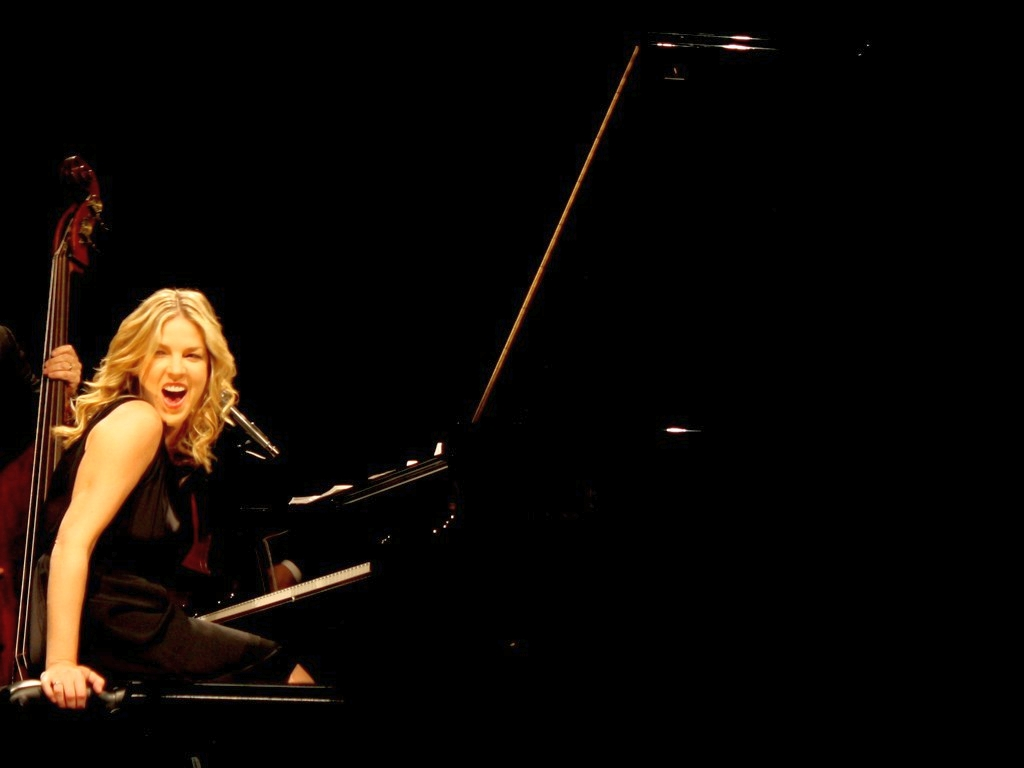
Diana Krall durant un concert a Colònia (Alemanya) el 2009

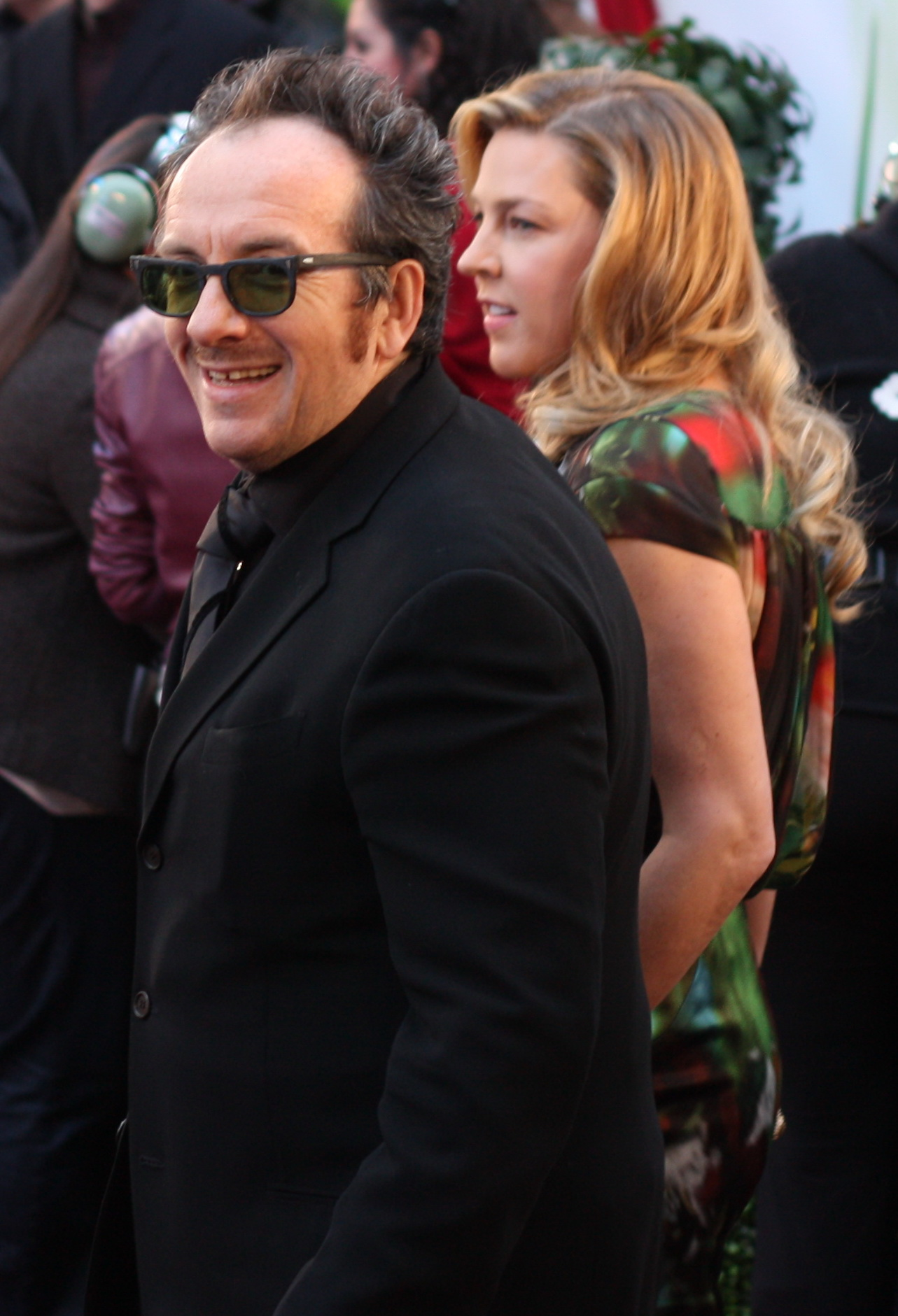
Elvis Costello i Diana Krall al lliurament dels premis Juno a Vancouver el 2009

Diana Jean Krall és una pianista i cantant de jazz canadenca nascuda el 16 de novembre del 1964 a Nanaimo (la Colúmbia Britànica, el Canadà) i coneguda per la seua veu de contralt.

## Biografia
Va obtindre la seua educació musical de ben petita a partir de les lliçons de piano clàssic que va començar als quatre anys i, sobretot, dels ensenyaments del seu pare, un pianista amb una vasta col·lecció de discos. Durant la dècada del 1980 va assistir a la Berklee College of Music gràcies a una beca de música i més tard es traslladà a Los Angeles on va viure durant tres anys abans de mudar-se a Toronto. L'any 1990 es va establir a Nova York on va cantar i tocar amb un trio. Després de llançar el seu primer àlbum, Stepping Out, amb la companyia discogràfica Justin Time Records, Krall va signar-ne un segon el 1994, Only Trust Your Heart, amb GRP Records. El 1996 va emprendre la seua primera gira internacional pels Estats Units, el Canadà, Europa i el Japó, i va presentar el seu treball All for You: A Dedication to the Nat King Cole Trio, el qual és, de fet, un homenatge a Nat King Cole. El seu següent treball, Love Scenes, el va publicar el 1997 i la va situar definitivament entre les grans figures del jazz de tots els temps. A finals del 1998 va publicar Have Yourself a Merry Little Christmas i el 1999 va aconseguir el seu primer disc de platí per les vendes milionàries del seu àlbum When I Look in Your Eyes i el seu primer premi Grammy com a Millor Interpretació Vocal de Jazz. La música de Krall va començar també a sonar en sèries de televisió com Sex and the City i pel·lícules (com ara, Midnight in the Garden of Good and Evil). L'any 2000 va rebre l'Ordre de la Colúmbia Britànica com a ambaixadora d'aquesta província i de la cultura canadenca a tot el món. El 2001 va editar The Look of Love en homenatge a Frank Sinatra i amb l'acompanyament de l'Orquestra Simfònica de Londres sota la direcció del músic i arranjador musical Claus Ogerman. Aquest darrer àlbum va ésser tot un èxit i va obtindre dos premis Grammy. L'any 2002 va publicar el seu primer àlbum en viu, Live in Paris, enregistrat durant una sèrie de recitals a l'Olympia de París. Serà en aquesta mateix any, quan es trobava al capdamunt de la seua carrera artística, que rep un cop molt dur: la mort de la seua mare Adelle víctima d'un càncer. Aquest drama familiar va donar origen a les composicions de l'àlbum The Girl in the Other Room l'any 2004. Les lletres de sis melodies d'aquest àlbum van ésser escrites amb la col·laboració del músic britànic Elvis Costello, a qui va conèixer el 2002 durant el lliurament dels premis Grammy d'aquell any. Aquesta relació, inicialment professional i després sentimental, va desembocar en el seu casori el desembre del 2003. El 2006 va llançar From This Moment On i l'any 2009 va col·laborar amb Ogerman en el seu àlbum, inspirat en la bossa nova, Quiet Nights.
La seua música ha estat influenciada per Dinah Washington, Shirley Horn, Carmen McRae, Ella Fitzgerald, Chris Connor, Oscar Peterson, Nat King Cole, Annie Ross, Mildred Bailey i Frank Sinatra i, al seu torn, ha estat motiu d'inspiració per a Norah Jones, Lindsey Muir, Jamie Cullum, Reneé Olstead, Katie Melua i Elisabeth Kontomanou.

## Discografia

### Àlbums d'estudi
- 1993: Stepping Out
- 1995: Only Trust Your Heart
- 1996: All for You: A Dedication to the Nat King Cole Trio
- 1997: Love Scenes
- 1999: When I Look in Your Eyes
- 2001: The Look of Love
- 2004: The Girl in the Other Room
- 2005: Christmas Songs
- 2006: From This Moment On
- 2009: Quiet Nights
- 2012: Glad Rag Doll
- 2015: Wallflower
- 2017: Turn Up the Quiet
- 2018: Love Is Here to Stay
- 2020: This Dream of You

### Altres àlbums
- 2002: Live in Paris
- 2007: The Very Best of Diana Krall

### DVDs
- 2002: Live in Paris
- 2004: Live at the Montreal Jazz Festival
- 2009: Live in Rio[9]

## Filmografia
- 2009 - Public Enemies
- 2004 - De-Lovely
- 2003 - Anything Else
- 1999 - At First Sight